# ويندهام ويليام ونايت
ويندهام ويليام ونايت (بالإنجليزية: Wiliam Knight)‏ (5 ديسمبر 1828 - 17 سبتمبر 1918) هو لاعب كريكت بريطاني (وحمل سابقاً جنسية المملكة المتحدة لبريطانيا العظمى وأيرلندا).

## وصلات خارجية
- ويندهام ويليام ونايت على موقع إي آس بي آن كريك إنفو (الإنجليزية)